# غيل بيك
غيل بيك (بالإنجليزية: Gail Peck)‏ هو ضابط أمريكي، ولد في 31 أكتوبر 1940.